# Alex von Falkenhausen Motorenbau
Alex von Falkenhausen Motorenbau (AFM) foi uma equipe de fórmula 1 da Alemanha. A equipe foi fundada por Alex von Falkenhausen, que foi nos anos de 1930 um importante engenheiro no desenvolvimento do modelo 328 da BMW, junto com Alfred Boning, Ernst Loof e Fritz Fiedler. O 328 foi um carro dominante na categoria de carros esportivos no final dos anos de 1930 na Europa.
Após a Segunda Guerra Mundial, Alex abriu uma garagem em Munique para trabalhar o 328. E em 1952, resolveu se aventurar na Fórmula 1, mas disputou apenas quatro GPs, nos anos de 1952 e 1953, todos eles disputados dentro do regulamento da Fórmula 2, não conquistando nenhum ponto.